# College

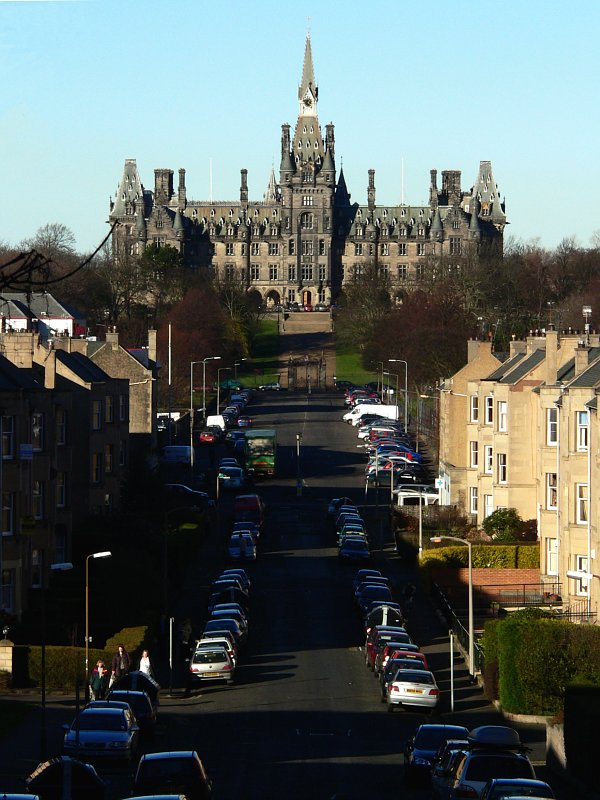
Fettes College, Edinburgh.

College (IPA: /ˈkɔlɪdʃ/ eller [ˈkɔlɪdʒ]; engelska, av latin collegium, ’samfund av kolleger’, av collega, ’kollega’) är ursprungligen ett organiserat samfund av personer med gemensamma åligganden och rättigheter. I dag syftar termen i anglosaxiska länder på olika högre läroanstalter. I USA är det ett stadium av högre utbildning och i Storbritannien är det ett internat för lärare och studerande.

## Historia
College var ursprungligen stiftade till förmån för fattiga studenter och var samfund av studenter och lägre akademiska lärare. Dessa levde inom collegets byggnadskomplex där de åt, sov, undervisade och ägnade sig åt idrotter. Fria diskussionsövningar uppfostrade eleverna till deltagande i det offentliga livet. 
Ett sådant college bestod av en rektor (head master, principal, warden eller dylikt), ett antal fellows (avlönade docenter, vilka dels deltog i förvaltningen, dels såsom "tutors" och "college lecturers" meddelar undervisning) och studenter av olika kategorier, främst scholars (ursprungligen obemedlade stipendiater), vartill i senare tider även rika mäns söner kom, som fick betala dryga avgifter för förmånen att vara inackorderade i colleget (pensioners, commoners, utgörande flertalet av ograduerade studenter eller undergraduates). Skillnaden mellan till exempel ovannämnda studentkategorier blev dock alltmera av huvudsakligen historisk art. I praktiken lades efter hand allt större vikt vid studenternas särskiljande i förstaårsmän (freshmen), andra-, tredje- och fjärde-årsmän, vartill även tillkom en särskild grupp av sådana, som med utmärkelse tagit sin grad och stannat kvar i colleget för "postgraduate"-studier. 
Levnadsordningen inom colleges hade från början en klosterlik prägel, som dock blev allt mindre utpräglad.  Ursprungligen fick fellows inte gifta sig. De flesta gamla colleges har arkitektoniskt intressanta profanbyggnader och kapell, bibliotek, museer och parker. Oxford ägde i början av 1900-talet 21 colleges (varav 3 från 1200-talet), Cambridge 17.